# Harvey Fierstein
Harvey Forbes Fierstein (Brooklyn, Nova Iorque - 6 de Junho de 1952) é um ator, dramaturgo e roteirista americano, ganhador do prêmio Tony.

## Biografia resumida
Fierstein é gay assumido, desde quando muito poucas celebridades admitiam o fato, e escreve ocasionalmente colunas sobre o assunto.
Fez seu debut na única peça teatral escrita por Andy Warhol, Pork.
Ganhou destaque ao escrever e protagonizar a peça (e posterior filme) "Essa estranha atração" (Torch Song Trilogy). Esta produção da Broadway de 1982 deu-lhe dois prêmios Tony, de melhor peça teatral e ator, além de outros prêmios.
Fierstein também escreveu o libreto para a peça La Cage aux Folles ("A Gaiola das Loucas") de 1983, ganhando outro Tony, desta vez como melhor libreto para musical.
Em 1988, escreveu a peça Legs Diamond junto com Peter Allen, tendo sido um fracasso de crítica e público, num total de 64 performances. Entre outras obras incluem Safe Sex, Spookhouse e Forget Him.
Em 2003, ganhou seu 4º prêmio Tony de melhor ator em musical no papel de Edna Turnblad em "Hairspray". Com o prêmio, empata com Tommy Tune como o maior premiado com Tonys em diferentes categorias até hoje.
Em 2013, ele novamente ganhou o Tony Award de melhor libreto por Kinky Boots, que também venceu de melhor musical.

## Principais Trabalhos

### Teatro
- 1982 - Torch Song Trilogy… Arnold Beckoff
- 2003 - Hairspray… Edna Turnblad

### Cinema
- 1988 - Torch Song Trilogy… Arnold Beckoff
- 1993 - Mrs. Doubtfire… Tio Frank Hillard
- 1994 - Bullets Over Broadway… Sid Loomis
- 1996 - Independence Day… Marty Gilbert
- 1997 - Kull the Conqueror… Juba
- 1998 - Mulan… Yao (Voz)
- 2002 - Death to Smoochy...Merv Green
- 2003 - Duplex… Kenneth

### Televisão
1990 - Os Simpsons...Karl - voz (episódio: "Simpson and Delilah")
- 2016 - (NBC) Hairspray Live!... Edna Turnblad